# Ceropegia linophylla
Ceropegia linophylla är en oleanderväxtart som beskrevs av H. Huber. Ceropegia linophylla ingår i släktet Ceropegia och familjen oleanderväxter. Inga underarter finns listade i Catalogue of Life.